# Мавзолей Дири Баба
Мавзолей Дири Баба (азерб. Diri Baba məqbərəsi) — мавзолей шейха Дири Баба, расположенный в  городе Гобустан, Гобустанского района Азербайджана.

## Архитектура
Её описание есть в дневниках Корнелиса де Брюйна и Адама Олеария, а также в работе Б. Дорна. Мавзолей стоит на высеченной в отвесной скале площадке. Сама постройка двухэтажная. Первый ярус имеет зал, покрытый стрельчатым сводом, в который есть проход из небольшого вестибюля с восьмигранным куполом. В скале высечена лестница, которая ведёт в зал второго этажа. Сферический купол с заострённой макушкой имеет тромпы, украшенные растительным орнаментом.
На одном из них есть фрагмент надписи, сообщающий дату — 1402 год, а также часть имени зодчего — «…сын устада Гаджи». С этим местом связано много легенд и преданий. Дири Баба украшен эффектной надписью, выполненной наборной мозаикой и начертанной каллиграфом по имени «Дервиш».
Двухэтажный мавзолей-мечеть XV века под названием «Дири-Баба» является уникальным памятником архитектуры, расположенным по дороге из Баку в Шемаху, напротив старого кладбища в селе Маразы. Долгое время местные жители хранили предание о том, что здесь погребён и остался нетленным святой по имени Дири-Баба. С этим памятником связано много легенд и мистических подробностей, поэтому уже с XVII века он привлекал множество паломников и просто любопытных глаз. Особенность строения в том, что зодчий как бы «вмонтировал» гробницу в скалу. Она будто держится «на весу», оторванная от земли. Гробница восхищает строгостью архитектуры, чистотой линий, на фоне неровностей темной скалы светлая и гладкая поверхность стен, выделяясь, кажется торжественной. Примечательно, что главным в здании считается не первый, а второй этаж. Предваряет зал небольшая прихожая, покрытая восьмигранным куполом, где разувались посетители. Из прихожей имеется выход на высеченную в толще скалы полутемную лестницу, которая, выводит на второй этаж усыпальницы. Зал — площадью около 15 квадратных метров — перекрыт сферическим куполом. На стене высечен поминальный текст, в котором упоминается имя ширваншаха - Шейха Ибрагима I. Один этаж от другого отделяет декоративный ярус с надписью, как бы опоясывающий здание. Мавзолей примыкает вплотную к скале, в массиве которой вырезан грот. Это и есть место захоронения святого. Сюда ведёт узкий ход в северной стене.
Архитектура Дири-баба гармонично вписывается в живописное окружение здания — пейзаж на фоне скал и зелени деревьев. Здание мавзолея — шедевр ширванской архитектурной школы, прекрасное творение искусства древних умельцев. Памятник находится под охраной государства.

## Исторические сведения
Мавзолей упоминается немецким путешественником Адамом Олеарием:
В двух выстрелах из мушкета от деревни к востоку находится благоустроенная гробница святого Тири-баббы, бывшего учителем Сеид-Ибрагима. Как нам рассказывали, он будто бы нетленным стоит на коленях, одетый в серый кафтан, и как бы молится. Это чудо будто испрошено его бывшим писцом Сеид-Ибрагимом от Бога, чтобы учитель его и после смерти, так же как и при жизни, всегда представлялся набожно молящимся.
Говорят, что ежегодно на этот серый кафтан надевают белый, а старый делят на части и раздают паломникам: в определённое время издалека совершаются сюда людьми паломничества, зачастую пешком. Жители баснословили об этих обоих святых много невероятных вещей, которые были похожи или на колдовство или на совершенную ложь: ведь и то и другая у персов встречаются нередко. Поэтому я и не считаю нужным записывать эти вещи. Над дверьми этого места погребения стояли арабские слова: О, Боже, отвори сию дверь!
Вокруг места погребения Тири-баббы в той же горе высечено много пещер и каморок, в которых останавливаются паломники и совершают жертвы. Некоторые из них были столь высоки над землёй, что без лестницы нельзя было взобраться в них. Трое из нашей свиты не без опасности помогли друга другу взобраться на крутую стену. В ней были устроены четыре просторные камеры, места для постелей и ясли, — все высеченные в скале.